# Kanton Saint-Galmier
Kanton Saint-Galmier (francouzsky Canton de Saint-Galmier) je francouzský kanton v departementu Loire v regionu Rhône-Alpes. Tvoří ho 11 obcí.

## Obce kantonu
- Andrézieux-Bouthéon
- Aveizieux
- Bellegarde-en-Forez
- Chambœuf
- Cuzieu
- Montrond-les-Bains
- Rivas
- Saint-André-le-Puy
- Saint-Bonnet-les-Oules
- Saint-Galmier
- Veauche